# 포스로직
주식회사 포스로직(Fourth Logic Incorporated)은 2019년 10월에 설립된 대한민국의 인공지능 이미지 프로세싱 플랫폼 및 소프트웨어 라이선스 보호 플랫폼 개발을 주업으로 하는 소프트웨어/ 하드웨어 업체이다. 2021년 4월 7일 벤처기업 인증 되었다.

## 제 품
- FLImaging® (인공지능 이미지 프로세싱 플랫폼)
- FLProtection® (소프트웨어 라이선스 보호 플랫폼)
- 3차원 측정기
- 산업용 비전 검사 장비

## 연 혁
- 2019.10. 주식회사 포스로직 설립
- 2019.12. 반도체 Attach 장비 Software 개발
- 2020.01. FLImaging®/ FLProtection® 개발 시작
- 2020.04. 기업부설연구소 설립
- 2020.05. 3차원 측정기 개발[12]
- 2020.10. 자동 학습 비전 소프트웨어 개발[13]
- 2021.02. FLProtection® 출시[14]
- 2021.04. 벤처기업 인증
- 2022.12. C++ 기반의 Deep Learning framework 자체 개발[15]
- 2023.03. FLImaging® SNAP® 개발[16]
- 2023.06. Nvidia社의 CUDNN보다 20% 빠른 속도의 텐서 연산 모듈 자체 개발[17]
- 2024.01. FLImaging® AI 정식 출시

## 복 지
- 신입 초봉은 2024년 3월 기준 4550만원.
- 헬스장, 흡연장, 수면실, 샤워실, 휴게실, 커피 머신, 주차장, 사무실 다과/ 캔 음료 등이 제공되고 있다.

## 교 육
- 2021년 4월부터 서울대학교 수학과와 협약하여 수학과 교수의 수학 강의를 매주 4시간 무료 수강할 수 있도록 제공하고 있다.[18]
- 초기 입사 시 빠른 업무 적응을 위해 7주+3주 동안 직무 교육을 시행하고 있다.[19]